# Gorham (Maine)
Gorham è una città degli Stati Uniti d'America, nella contea di Cumberland, nello Stato del Maine. La popolazione era di 14.141 abitanti nel censimento del 2000. 
Gorham fu fondata nel 1764.